# MS Sanok
MS Sanok – drobnicowiec zbudowany w 1966 roku. Nosi nazwę pochodzącą od miasta Sanok.

## Historia
Na zamówienie Polskich Linii Oceanicznych (PLO), na podstawie umowy z września 1966, zbudowany w stoczni Aalborg Vaerft A/s w Aalborgu (Dania), jako trzeci i łącznie jeden z czterech statków typu Słupsk. Wodowany 6 czerwca, ukończony 7 września 1966. Od 16 lipca 1966 Andrzej Drapella i późniejszy pierwszy kapitan Jerzy Rutkowski nadzorowali w stoczni budowę statku z ramienia PLO. 13 września 1966 na nabrzeżu Dworca Wiślanego portu morskiego w Gdańsku przekazany do użytku PLO, jako 81 statek floty. W uroczystości przekazania i podniesienia bandery brali udział przedstawiciele władz miasta Sanoka (zaplanowano udział ok. 150 osób), którzy objęli patronat nad jednostką. We wnętrzu statku umieszczono 35 fotogramów obrazujących miasto Sanok, ponadto przekazano obraz z pejzażem miasta, miniaturą autobusu Autosan, szybu naftowego, album ze zdjęciami Sanoka oraz 30 pozycji książkowych o Sanoku. 
Statek był  zbudowany dla serwisu linii śródziemnomorskich. 14 września 1966 wyszedł z Gdyni w pierwszy rejs do portów na Morzu Śródziemnym. Następnie MS Sanok przebywał m.in. w Trypolisie (1967), obsługiwał linię śródziemnomorską (1971). W załoga statku spontanicznie ugasiła pożar wywołany w porcie w Antwerpii.
Kolejnymi kapitanami M/S Sanok byli również:
- Jan Adamek (12 lipca 1968 - 4 kwietnia 1969)[5],
- Kazimierz Sławski (18 września 1975 - 8 marca 1976)[5][12][13][14],
- Wiesław Zaleski (17 kwietnia 1979 - 29 czerwca 1979) i (22 sierpnia 1979 - 19 grudnia 1980)[5],
- Leszek Górecki[5].

Statek posiadał jedną chłodzoną i dwie wentylowane ładownie, a także kabiny dla 4 pasażerów. 15 grudnia 1987 statek został wycofany z eksploatacji i wypisany z rejestru Polskiej Marynarki Handlowej. Sprzedany egipskiemu armatorowi Samatour Shipping i przemianowany na Salem Seven. Obłożony aresztem w Aleksandrii w maju 1997, jako przewidziany do złomowania. W 2005 przemianowany na Moro. W maju 2005 rozpoczęło się jego złomowanie w Alang w Indiach.

## Dane
- długość całkowita: 99,54 m
- szerokość konstrukcyjna: 14,0 m
- wysokość do pokł. ochr.: 8,40 m
- prędkość 14,4 węzłów[3]
- zanurzenie: 5,60 m
- pojemność ładunkowa: 160,00 st³
- nośność statku
  - w stanie otwartym: 3 015 DWT
  - w stanie zamkniętym: 3 625 DWT
- ilość miejsc
  - załogowych: 36
  - pasażerskich: 4
- silnik: Burmeister and Wain 542-VT2BF-90
  - moc silnika: 2750 KM, 217 obr./min.
  - zapewnia prędkość przy pełnym zanurzeniu: 25 km/h
- zasięg pływania bez uzupełniania zapasów: 6000 mil morskich

## Upamiętnienie

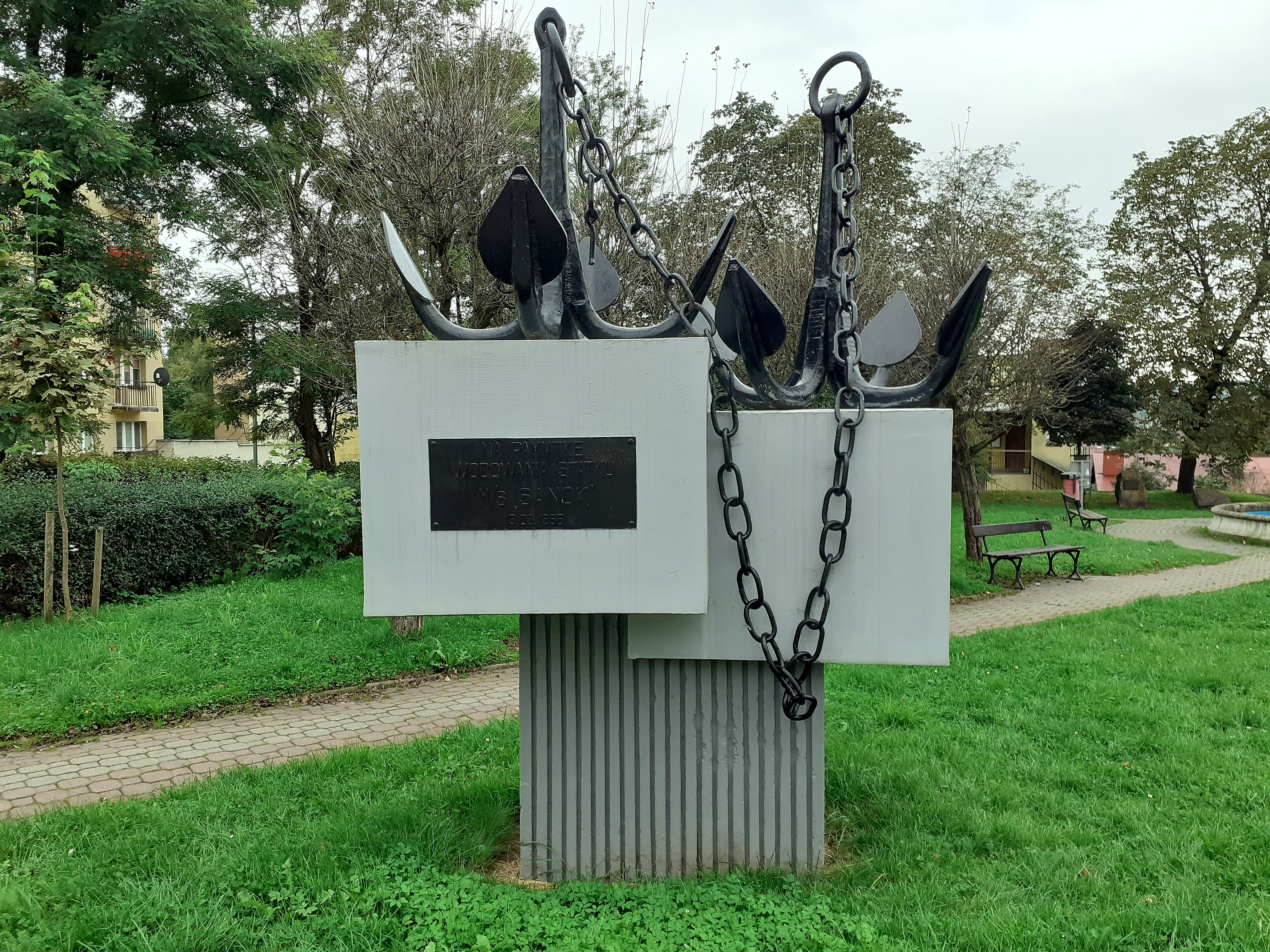
Pomnik kotwice w Sanoku upamiętniający wodowanie statku

Od czasu wypłynięcia statku w pierwszy rejs jego załoga utrzymywała kontakt korespondencyjny z władzami miasta Sanoka i uczniami sanockiego liceum.
Dla upamiętnienia wodowania MS Sanok ufundowano w Sanoku pomnik umieszczony w centrum miasta na obecnym Placu Miast Partnerskich przy ulicy Tadeusza Kościuszki. Inicjatorką powstania pomnika była Maria Styrkosz. Stanowią go dwie żelazne kotwice na postumencie z brył kamiennych o kształcie sześcianów. Kotwice przekazał Michał Ziółkowski z firmy Hartwig. Na monumencie umieszczono inskrypcję o treści: Na pamiątkę wodowania statku m/s „Sanok” 13.09.1966.